# Agua Dulce (Comtat de Nueces)
Agua Dulce és una població del Comtat de Nueces (Texas, Estats Units d'Amèrica).

## Demografia
Segons el cens dels Estats Units del 2000 tenia 737 habitants, 234 habitatges, i 200 famílies. La densitat de població era de 889,2 habitants/km².
Dels 234 habitatges en un 46,6% hi vivien nens de menys de 18 anys, en un 66,7% hi vivien parelles casades, en un 15,8% dones solteres, i en un 14,5% no eren unitats familiars. En el 12,4% dels habitatges hi vivien persones soles el 7,3% de les quals corresponia a persones de 65 anys o més que vivien soles. El nombre mitjà de persones vivint en cada habitatge era de 3,15 i el nombre mitjà de persones que vivien en cada família era de 3,46.
Per edats la població es repartia de la següent manera: un 32,2% tenia menys de 18 anys, un 10,4% entre 18 i 24, un 25,5% entre 25 i 44, un 21,4% de 45 a 60 i un 10,4% 65 anys o més.
L'edat mediana era de 32 anys. Per cada 100 dones de 18 o més anys hi havia 89,4 homes.
La renda mediana per habitatge era de 31.406 $ i la renda mediana per família de 33.750 $. Els homes tenien una renda mediana de 27.375 $ mentre que les dones 18.875 $. La renda per capita de la població era de 10.847 $. Aproximadament el 22% de les famílies i el 25,2% de la població estaven per davall del llindar de pobresa.